# Ziffernanzeigeröhre
Ziffernanzeigeröhren sind Anzeigeröhren, die aufgrund ihrer Bauart nur eine begrenzte Anzahl vorgegebener Ziffern oder Symbole anzeigen können.
GasentladungsanzeigenSie arbeiten nach dem Prinzip einer Glimmlampe. Bei der Nixie-Röhre sind mehrere, hintereinander angeordnete Kathoden in Form eines der darzustellenden Zeichen vorhanden. Die Anode befindet sich meist in Form eines Netzes oder Gitters um die gesamte Kathodenkonstruktion angeordnet. Die Röhre enthält meist Neon.
Bei 7-Segmentanzeigen (Panaplex) können mehrere aneinandergereiht werden, die Ansteuerung geschieht im Multiplexverfahren. Dazu haben die Anzeigen jeweils sogenannte „Keep-alive-Kathoden“.
Vakuum-Fluoreszenz-AnzeigeEine Fluoreszenzanzeige (VFD) besteht aus dünnen, beheizbaren Kathodendrähten, die vor den beschichteten Anoden angebracht sind. Durch Glühemission treten Elektronen aus der Kathode aus und bewegen sich durch die evakuierte Röhre zur Anode. Beim Auftreffen auf die fluoreszierende Anodenbeschichtung wird diese zum Leuchten gebracht. Diese Anzeige ist vom Prinzip her eine Elektronenröhre. Die Anoden sind in der Regel als Segmente in Form von 7-Segment-Anzeigen angeordnet.
Glühfaden-RöhreIn einem evakuierten Glaskolben sind Glühfäden in Form einer 7-Segment-Anzeige angebracht. Es handelt sich dabei um eine Mehrfaden-Glühlampe und nicht um eine Elektronenröhre, da keine Elektronen von einer Kathode zu einer Anode durch ein Gas oder ein Vakuum fließen. Sie wurden Numitron genannt.
Eine Variante der Glühfaden-Röhre war das Minitron. Hierbei wurde ein Gehäuse im DIL-Format genutzt, sodass die Module in normale IC-Fassungen eingesetzt werden konnten.

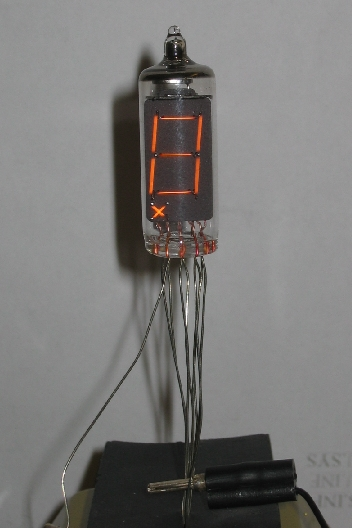
Glühfaden-Röhre
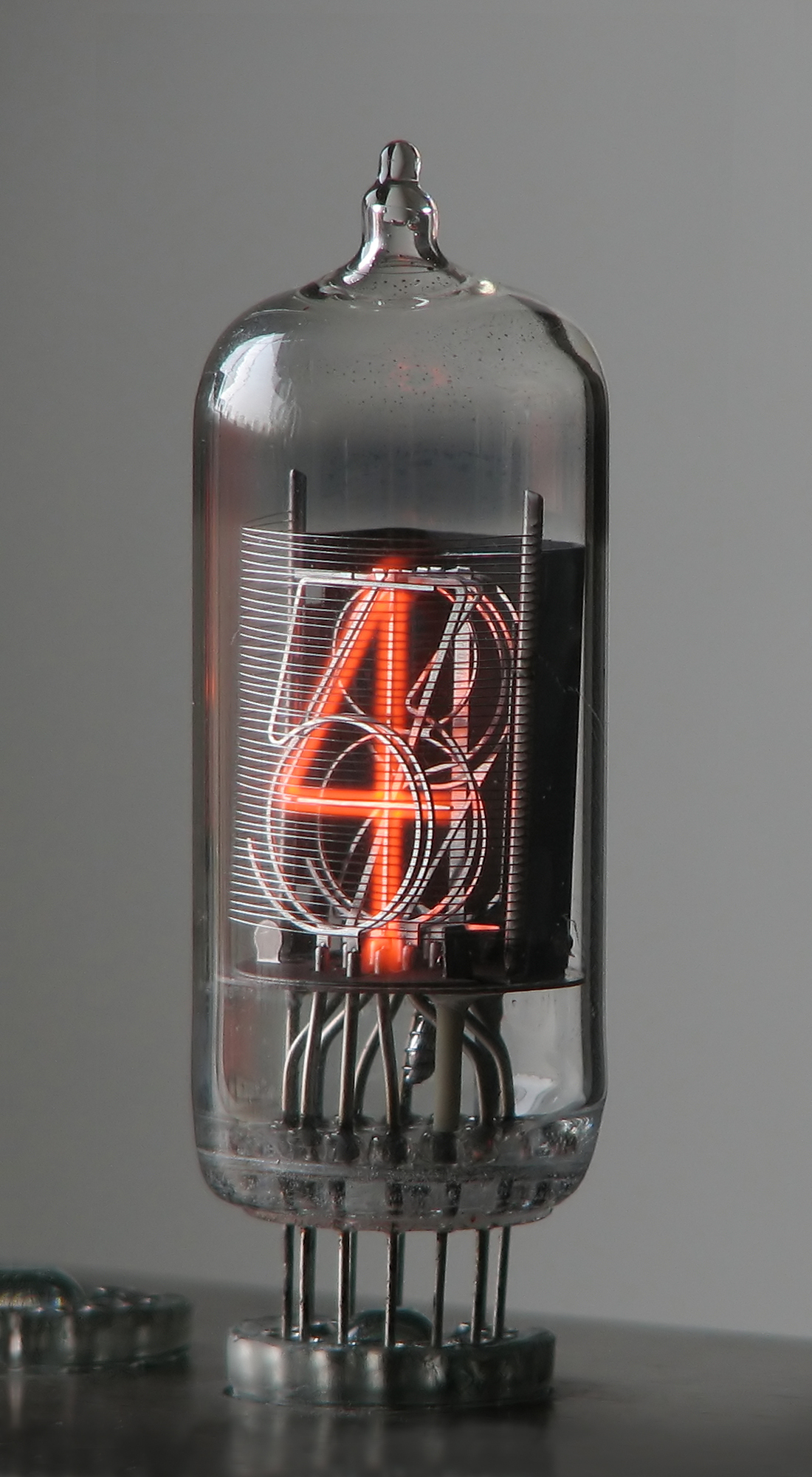
Nixie-Röhre
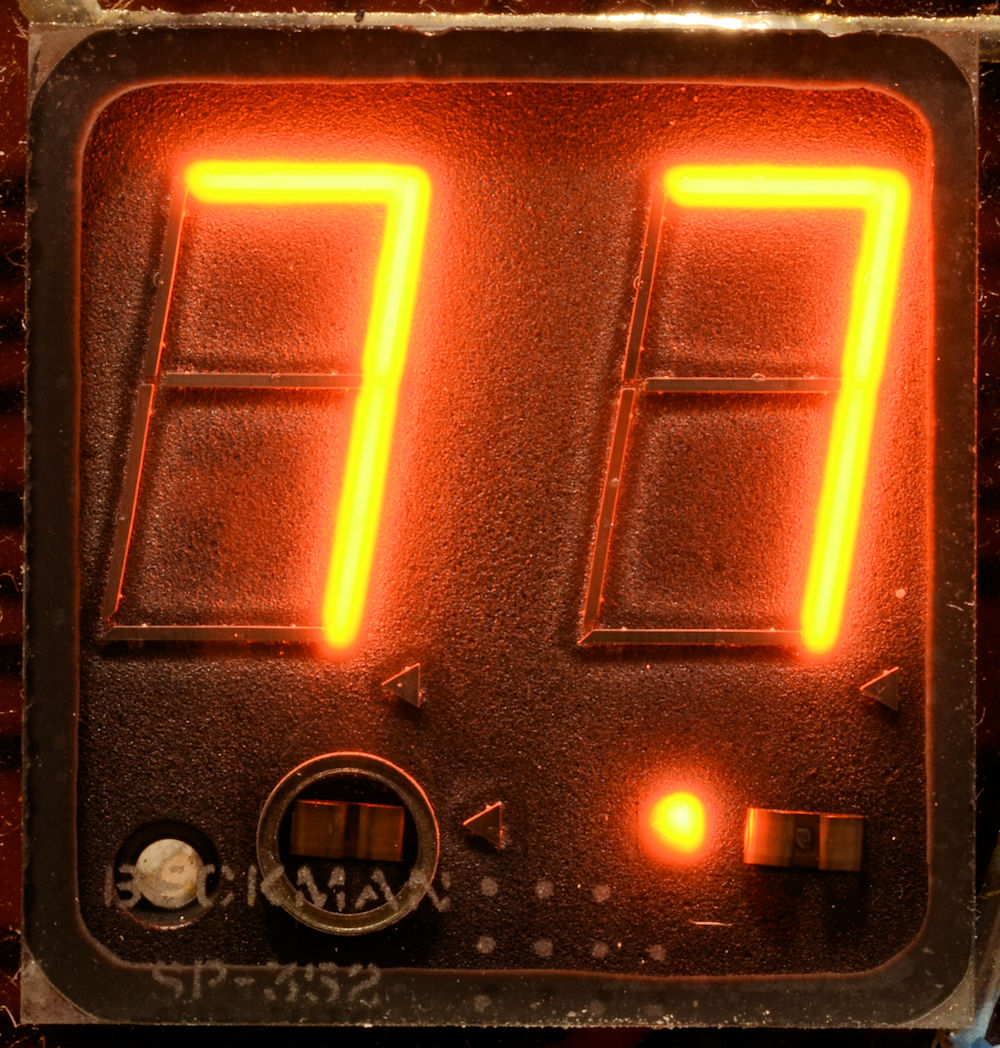
2-stellige 7-Segmentanzeige mit Gasentladungsanzeige
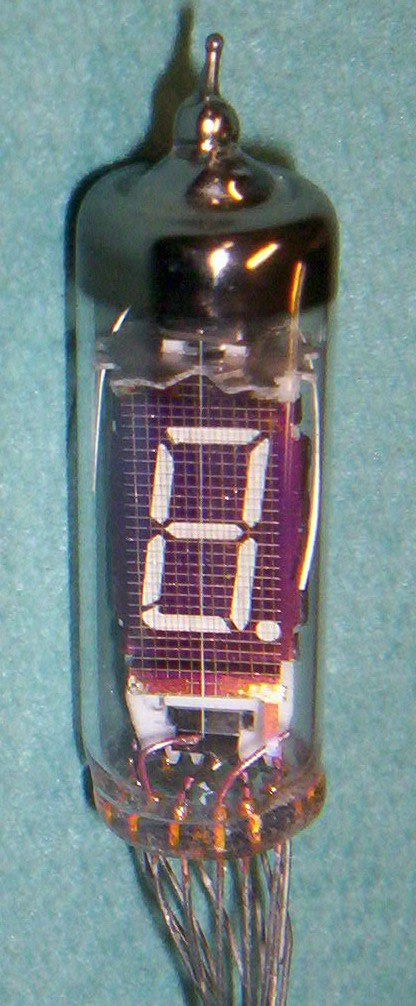
Fluoreszenz-Röhre
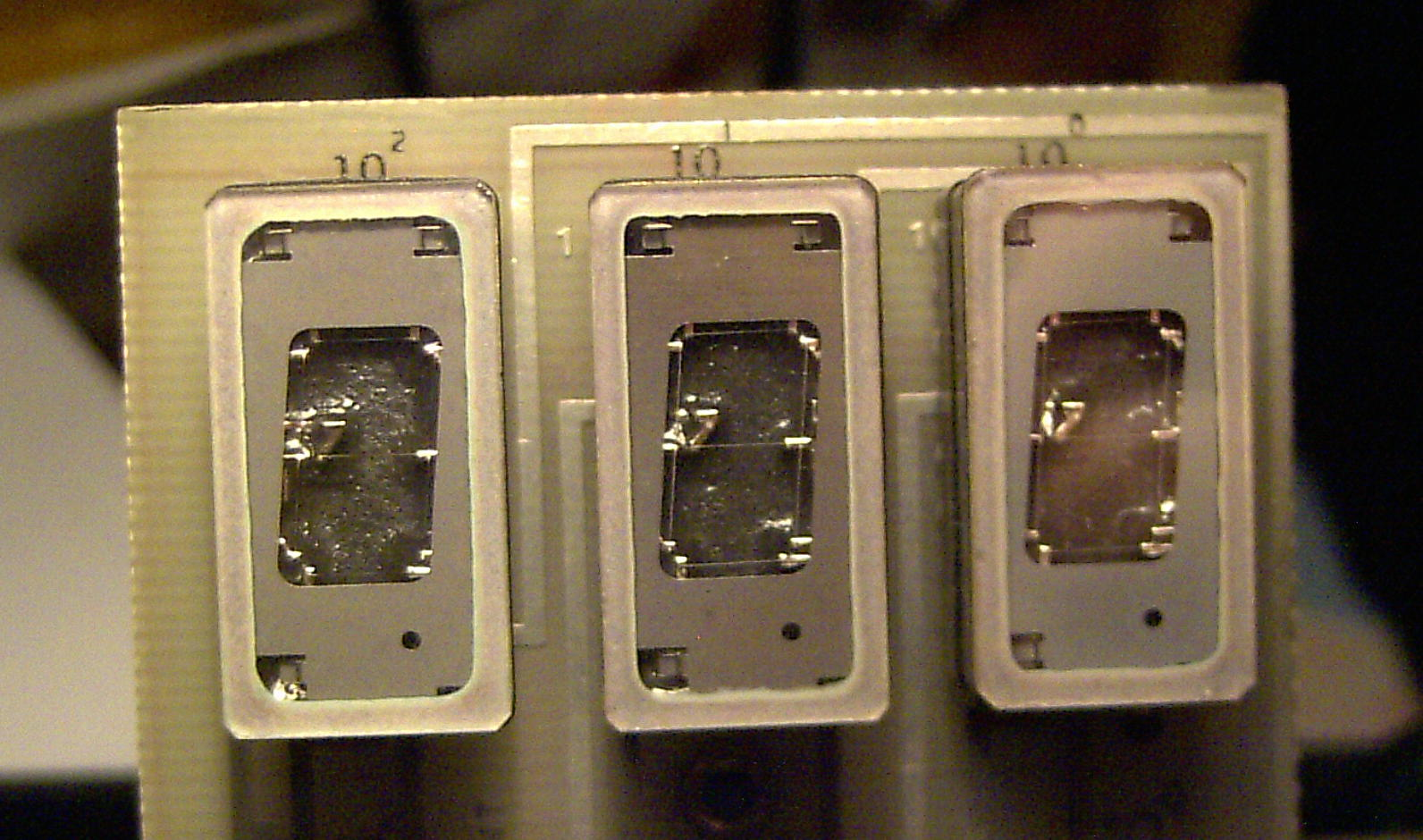
Minitrons